# Freddie Pendleton
Freddie Pendleton est un boxeur américain né le 5 janvier 1963 à Philadelphie, Pennsylvanie.

## Carrière
Passé professionnel en 1981, il devient champion des États-Unis des poids légers en 1987 puis champion du monde IBF de la catégorie le 10 janvier 1993 en battant aux points Tracy Spann. Pendleton conserve sa ceinture contre Jorge Paez mais s'incline aux points le 19 février 1994 face à son compatriote Rafael Ruelas. Il met un terme à sa carrière en 2004 après une défaite contre Ricky Hatton sur un bilan de 47 victoires, 26 défaites et 5 matchs nuls.

## Référence
1. ↑  (en) Ricky Hatton vs. Freddie Pendleton (boxrec.com)